# Клеопатра (митология)
Вижте пояснителната страница за други значения на Клеопатра.
Клеопатра в древногръцката митология е дъщеря на северния вятър Борей и на Орития, сестра на Зет и Калаид. Тя е била омъжена за Финей, цар на Салмидес в Тракия, и от него има синове Плексип и Пандион.
По-късно по време на лов, Финей се влюбва и по-късно се жени за Идея, дъщерята на Дардан. Той хвърля Клеопатра в тъмница и според поверието ѝ отрязва ушите, за да не чува. Според една от версиите на преданието той сам ослепил синовете си, според друга, която застъпват Софокъл, Плексип и Пандион те са ослепени от Идея, която избола очите им със совалка. Клеопатра е освободена от аргонавтите, които на свой ред убиват Финей и поставят децата ѝ на трона.